# 타리크 아지즈

타리크 아지즈

타리크 아지즈(طارق عزيز, 1936년 4월 28일 ~ 2015년 6월 5일)는 이라크의 정치인이다. 1979년부터 2003년까지 부총리, 1983년부터 1991년까지 외무장관을 역임했다.